# Lisolaj
Lisolaj (makedonska: Лисолај) är en ort i Nordmakedonien. Den ligger i kommunen Bitola, i den sydvästra delen av landet, 90 kilometer söder om huvudstaden Skopje. Lisolaj ligger 699 meter över havet och antalet invånare är 551.